# شتوتووو
شتوتووو (به لهستانی:  Sztutowo) یک روستا در لهستان است که در گمینا شتوتووو واقع شده‌است. شتوتووو ۲٬۹۸۸ نفر جمعیت دارد.